# 王清欉

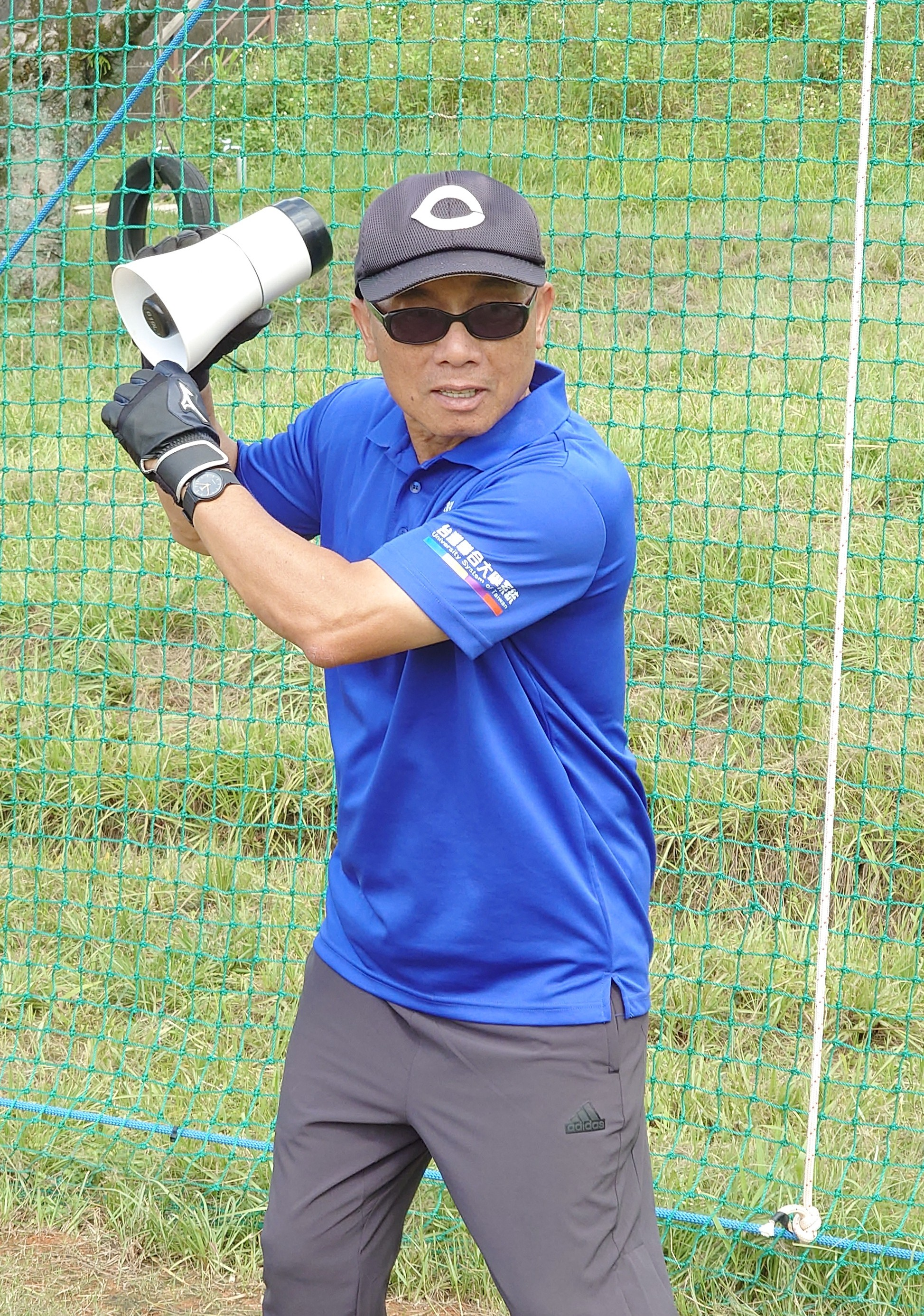
王清欉

王清欉（1962年5月30日—）為台灣棒球選手、教練、大學教授，現任國立政治大學體育室主任、政大棒球隊教練。曾二度代表國家參加比賽獲得冠軍。一次是1973年在美國威廉波特世界盃少棒錦標賽，另一次則是1976年在美國蓋瑞城舉行的世界盃青少棒錦標賽。後來進入華興青棒隊，中學畢業後以體育保送生方式進入國立臺灣師範大學體育系，謝長亨、黃武雄都是他的隊友。畢業後獲分發於臺中市向上國中分發，而後在轉任國立政治大學助教，並逐步升任講師、助理教授、副教授、教授。

## 基本資料
- 出生日期：1962年5月30日
- 身高體重：
- 投打習慣：右投右打
- 守備位置：二壘手

## 經歷
- 台南市協進國小少棒隊
- 台南市府城少棒隊
- 台南市巨人少棒隊
- 台北市華興中學青少棒隊
- 台北市華興中學青棒隊
- 台灣師大棒球隊
- 台中市向上國中體育組長
- 政治大學專任教授（現任）
- 政治大學棒球隊領隊（現任）
- 政治大學職棒聯誼社指導老師（現任）

## 個人年表
- 1973年 -- 世界盃少棒錦標賽冠軍----美國威廉波特城
- 1976年 -- 世界盃青少棒錦標賽冠軍----美國蓋瑞城

## 特殊事蹟
- 1973年 -- 遠東區少棒錦標賽在韓國漢城舉行，最後一役與韓國隊爭冠軍，四打席中3支全壘打1支二壘安打 ，打擊率百分之百。
- 1974年 -- 1974年第六屆全國少棒選拔賽打擊獎第二名(0.636)。
- 1977年 -- 北區青少棒代表隊選拔賽全壘打獎。
- 1977年 -- 1977年第十七世界青少棒錦標賽明星球員。

## 外部連結
- 強打少年政大情 專訪體育室王清欉主任
- 王清欉棒球教室 （页面存档备份，存于）
- 政治大學體育室 （页面存档备份，存于）
- ＜威廉波特‧懷舊系列＞王清欉 遠東賽曾敲3轟
- 1973年巨人少棒王清欉連3打席全壘打